# Gerard Reve

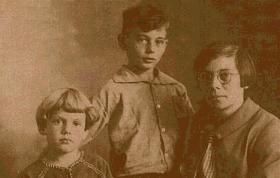
A Van het Reve család 1929 körül. A bal oldalon ül Gerard.

Gerard Reve, teljes nevén Gerard Kornelis van het Reve (Amszterdam, 1923. december 14.– Zulte, 2006. április 8.) holland író és költő. A "Nagy Triász", a második világháború utáni legjelentősebb holland írók egyike, Harry Mulisch és Willem Frederik Hermans mellett.

## Élete
Reve 1923. december 14-én, délután fél 6-kor született, az amszterdami Van Hallstraat 25-ös számú házában, Gerardus Johannes Marinus van het Reve (maga is író, újságíró) és Janetta Jacoba Doornbusch gyermekeként. Szülei mindketten meggyőződéses kommunisták voltak, apja a Harmadik Internacionálé egyik moszkvai kongresszusán is részt vett 1922-ben. Gerard bátyja, Karel van het Reve híres ruszista, a leideni egyetem tanára.
Gerard Reve Amszterdam keleti részén (a Watergraafsmeer-beli Betondorp-kerületben) nőtt fel, később szüleivel a Jozef Israëlkadéra költöztek. Itt írta De Avonden (magyarul: Az esték) című regényét, amelynek cselekménye is ebben a környezetben zajlik. A Vossius Gymnasiumban folytatott középiskolai tanulmányait (1936-1940) abbahagyta, és inkább az amszterdami grafikusképző iskolát választotta, ahol 1943-ban tipográfusi képesítést szerzett. Ezután 1947-ig különböző helyeken dolgozott, például bírósági tudósító volt a szociáldemokrata színezetű Het Parool című napilapnál, ahol megismerkedett az író és újságíró Simon Carmiggelttel is.
1948. december 9-én feleségül vette Hanny Michaelis költőnőt (1922-2007); házasságuk 1959-ig tartott. Ez idő alatt Reve több évig (1952 és 1957 között) Angliában élt. Londonban színdarabírói tanfolyamokon vett részt, emellett hónapokig ápolóként dolgozott a Nemzeti Ideggyógyászati Klinikán (National Hospital for Nervous Diseases).
Amszterdamba visszatérve Wim Schumacherrel élt, aki műveiben "Wimie"-ként jelenik meg. 1964-ben új élettársával, Willem Bruno van Albadával ("Teigetje"-vel) a hollandiai Friesland tartományban fekvő Greonterp faluba költözött. Később harmadikként csatlakozott hozzájuk Henk van Manen (Reve műveiben "Woelrat", becenevének jelentése kb. 'sajtkukac'). A greonterpi házat "Huize Het Gras"-nak (kb. 'Fűlak') nevezték. 1971 és 1974 között a trió előbb Veenendaalban, majd Weertben lakott. 1974-ben Reve (immár egyedül) Franciaországba költözött. 1975-től élettársa Joop Schafthuizen (a művekben "Matroos Vos", a.m. 'Róka matróz'). Később a pár hol Franciaországban, hol Schafthuizen szülővárosában (Schiedam) élt. 1993-ban a belgiumi Machelen-aan-de-Leie-ben telepedtek le, a flamand író, Stijn Streuvels orvos vejének egykori villájában.
1997-től Reve Alzheimer-kórban szenvedett, állapota 1998-as szívműtéte után jelentősen rosszabbodott. 1999 decembere után nem írt többé. 2004 májusától a zultei (Kelet-Flandria) Sint-Vincentius ápolóotthonban élt, ahol 82 éves korában, 2006. április 8-án, 20.45-kor hunyt el.
2006. április 15-én temették el, végső nyughelye a Machelen-aan-de-Leie-i Új temető közepén található díszsírhely, noha ő egy, a temető sarkában álló helyet választott korábban. Márvány síremléke hátulján a következő felirat áll:

## Irodalmi munkássága

### A kezdetek
1940-ben Reve saját kiadásban megjelentette Terugkeer című verseskötetét, ez azonban csak a '80-as években derült ki, és elsőre sokan nem is hitték, hogy valóban létezik a kötet. Csak egy eredeti példány felbukkanása után ismerték el a versgyűjteményt Reve alkotói pályafutásának kezdeteként.

### De Avonden(Az esték)
Reve első regénye 1947. november 1-jén jelent meg, álnéven. A mű azóta is a holland irodalom egyik nagy klasszikusának számít, és már kézirat formájában a Reina Prinsen Geerligs-díjjal tüntették ki. A regény (amelynek alcíme een winterverhaal, a magyar fordításban: téli elbeszélés) azt írja le, hogyan éli meg Frits van Egters hivatalnok az 1946-os év utolsó 10 napját. Témája a nyomasztó, szűkre szabott, reménytelen és illúziótlan kispolgári lét, amelyben nincsenek valódi emberi kapcsolatok. A könyv komor, melankolikus hangvétele szinte sokkolta a korabeli kritikusokat, volt, aki egyenesen "embergyalázó prózá"-ról beszélt. Egy rémisztő könyv címmel írt róla cikket Godfried Bomans az Elsevier című lapnak: szerinte ritkán olvasni "ennyire komor, minden pozitivitást ennyire nélkülöző, ennyire szürke, cinikus és teljesen negatív könyvet." A Reve lelki egészsége miatti aggodalom mellett Bomans abbéli reményét is kifejezte, hogy az író "isten adta tehetségét" a jövőben egy olyan könyv megírásának szenteli, amely "nemcsak pszichológiailag érdekes, hanem általános emberi érdeket is szolgál."
Simon Vestdijk a fentiekkel ellentétben a regény groteszk és felszabadító humorát emelte ki. Vestdijk és néhány más kritikus szerint a fiatal Frits történetével egy olyan generáció hallatta a hangját, amely kábultan és hitetlenül került ki a világháborúból. Reve a De avondent tárgyilagos, lejegyző stílusban írta, a legapróbb részletek sem kerülik el az elbeszélő figyelmét. Emellett Frits van Egters túlságosan kifinomult, körülményes beszédmódja furcsa, komikus hatást kelt.
A regény '60-as évekbeli értelmezéseiben a figyelem elsősorban a főhős pszichéjére irányult, a szexualitással kapcsolatos szövegrészek, valamint Frits álmai kerültek a középpontba.
A könyvből 1989-ben azonos című film készült, Rudolf van den Berg rendezésében.

### Werther Nieland
A fentebb említett technika, amit Reve "interpretálás nélküli lejegyzés"-ként említett egyszer, az 1949-es Werther Nieland és a már 1947 előtt, folyóiratban közölt De ondergang van de familie Boslowits (A Boslowits család pusztulása) című novellákban is megtalálható. Mindkét esetben egy gyerek lelki világát, látásmódját állítja szembe a felnőttek érthetetlen világával.
A Werther Nieland tizenegy éves főhőse, Elmer nem talál fogódzót az őt körülvevő világban. Gyanítja, hogy kapcsolat van bizonyos különböző történések között, de mivel még nem igazán érti a dolgokat, a kapcsolat titokzatosnak és varázslatosnak tűnik számára. Az egyik dolog, amit nem ért, Werther Nieland édesanyjának szokatlan viselkedése. Hogy szembeszálljon a felfoghatatlannal, titkos klubokat hoz létre és általa kitalált (gyakran állatok megölésével járó) rituálékat végez.
Maga Reve ezt a művét jobbnak tartotta a De avondennél. A novella 1970-es kiadásának előszavában leírja, hogy amikor 1949-ben befejezte, nem volt különösebben elragadtatva tőle, később azonban egyre kedvesebbé vált számára, és 1970-ben már pályája "egy talán soha túl nem szárnyalt csúcspontjaként" tekintett rá.

### Későbbi művei
Az első, korai művek után egy olyan kísérletező korszak következett, amelynek során Reve mindenféle műfajban kipróbálta magát. Ezután (részben 1962-es, edinburgh-i utazása hatására) számára legmegfelelőbb műfajként a levél mellett döntött. 1963-ban jelent meg első levelezéskötete (Op weg naar het Einde), amelyet számos hasonló gyűjtemény követett.
Magánéletében is fontos változások történtek: angliai és skóciai tartózkodása során rájött, hogy "mindig is Isten elől menekült". A kereszténységhez való megtérését a római katolikus egyházhoz való csatlakozás követte (1966). A '60-as évek első felétől jelentek meg műveiben a homoszexuális fantáziák is, amelyekben a vallás, a halál és az erotika erőteljesen összefonódott. Személyes fejlődését jól dokumentálják az ekkor született levelek, az 1980-ban közreadott Brieven aan Wimie és az 1959 és 1975 között írt leveleket tartalmazó Brieven aan Josine M. (1981), amelyet jelentősen kibővített változatban 1994-ben újra kiadtak.
Az önéletrajzi elemek és a múlt eseményeinek felidézése fontos összetevői néhány regényének, így az 1978-as Oud en eenzaam címűnek, amelyben a Londonban töltött évei és a kommunista ifjúsági táborok játszanak fontos szerepet. A Moeder en zoon (1980) saját fejlődéstörténete, amelynek során eljutott a katolicizmushoz és ahhoz a szerelemhez, amely a műveiben Matroos Vos néven szereplő férfihez fűzte.

### Het Boek Van Violet En Dood
A Moeder en zoon-t megjelenése előtt Het boek van het violet en de dood címen emlegették, és első fejezetét is így publikálták, röviddel a teljes regény megjelenése előtt. Erről, akárcsak Reve több könyvéről is, megjelenése előtt azt híresztelték, olyan mű lesz, amely minden más regényt feleslegessé tesz. A régóta kilátásba helyezett címen azonban csak 1996-ban jelent meg regény, de az sem az eredeti terv szerinti Het boek van het violet en de doodként, hanem Het Boek Van Violet En Dood címen.
E regény cselekményének középpontjában az az esemény áll, hogy a Franciaországban élő elbeszélő szomszédasszonyának fia egy autóbaleset következtében meghal. Az áldozat temetése alatt az elbeszélő-író gondolatai újra és újra elkalandoznak: azokra a fiúkra és férfiakra gondol, akik köré valaha erotikus fantáziákat szőtt, de a halál azóta elragadta őket. Az áldozatok között szerepelnek híres írók is, mint pl. Rudy Kousbroek, Remco Campert, Renate Rubinstein és Maarten Biesheuvel. A későbbiekben a katolikus vallás kínálta vigaszon mereng, és (komikusnak ható módon) közben-közben kiegyenlít néhány számlát.
Reve a könyvben ezen kívül azt is "felfedi", hogy valódi apja egy norvég tengerésztiszt lehetett, és így lehetséges, hogy híres bátyja, Karel van het Reve csupán a féltestvére.

### Motívumok
A hetvenes években írt regényeinek és levelezésköteteinek (pl. a De taal der liefde, a Lieve jongens vagy az Ik had hem lief) meghatározó témái a "reveista" szexuális fantáziák ("szépséges fiúkról" ("schone jongens"), akiknek nem ritkán fájdalmakat kell elszenvedniük), valamint a vallás, elsősorban Szűz Máriának, az "élők királynőjének", a "halál anyjának" tisztelete. A korai művek szigorú tárgyilagosságát egy ellentétekkel teli stílus váltja fel: a patetikus, ünnepélyes, fennkölt hangvételű részek mellett közönséges, alpári és gúnyolódó mondatok sorjáznak.
Az "álomfiú" ("droomjongen") vagy "könyörtelen fiú" ("meedogenloze jongen"), akiről Reve hetvenes évekbeli műveiben oly gyakran szó esik, későbbi írásokban is visszatér (pl. az 1984-es De stille vriend-ben)

## Megítélése
Gerard Reve a II. világháború utáni holland irodalom egyik legjelentősebb alkotójának számít. Műveit ma is sokan olvassák, értelmezik és bírálják. Nem övezi azonban minden művét egyöntetű kritikai elismerés: a De avonden, a Nader tot U, a De taal der liefde, az Oud en eenzaam, a Moeder en zoon és a Bezorgde ouders című regények (melyek közül ez utóbbi egy íróról szól, akit karácsony este rémképek és homoszexuális fantáziák gyötörnek), továbbá a Brieven aan Wimie 1959-1963 és a Brieven aan Josine M. 1959-1975 című levelezéskötetek a kritikusok szemében az író pályájának csúcspontjai. Az Een circusjongen és a Wolf (regények) és a leveleket tartalmazó Brieven aan Bernard S. (ugyancsak az irodalmi kritika szerint) mélypontok az életműben.
A róla írott számtalan cikkben és tanulmányban a legkülönbözőbb művészeti irányzatokhoz sorolják az írót. Első művei alapján a naturalizmushoz és nihilizmushoz kapcsolják, míg később megjelent munkáit a romantika misztikus és dekadens jegyeket felmutató formáinak tekintik. Reve saját magát "romantikus-dekadens prózaírónak és költőnek" nevezte.
Botrányai ellenére hivatalos elismerésekben is bőven részesült. 1974-ben az Oranje-Nassau Rend lovagjává (Ridder in de Orde van Oranje Nassau) ütötték, majd 1993-ban a rend tisztjévé (Officier in de Orde van Oranje Nassau) léptették elő, 70. születésnapja alkalmából. Ugyanezen alkalomból egy kiállítást is szerveztek, amely életét és műveit mutatta be, és három éven át, különböző könyvtárakban volt megtekinthető. 75. születésnapján (1998) a Holland Oroszlán Rendjének parancsnokává (Commandeur in de orde van de Nederlandse Leeuw) avatták.

## Érdekességek
A De Avondent először Simon van het Reve álnéven publikálta, de a harmadik kiadástól kezdve a mű már valódi neve alatt jelent meg. 1973-ig nevének Gerard Kornelis van het Reve változatát használta, de abban az évben inkább a lerövidített, Gerard Reve formára tért át. A fentiek mellett olykor álnevet használt, pl. az R.J. Gorré megjelölést, vagy nevének anagrammáját (Darger Taveherven).
Gerard Reve, az általa csodált Gustave Flaubert-hez hasonlóan december 13-án született. Babonából anyakönyvezték Flaubert-t december 12-re, Revét pedig december 14-re. Reve azonban jobban szerette volna, ha nála is december 12. áll születési dátumként, mert mint mondta, így most állandóan a nyomában liheg a halál, míg Flaubert a halál mögött osont.
1991-ben De Avonden című regényét 10 órán át, egyhuzamban olvasta fel, hogy a rádió számára rögzíthessék.
A De avonden azon, félpergamen kötéstáblájú példánya, amelyet Reve 1947-ben a kiadójától kapott a Reina Prinsen Geerligs-díj elnyerése alkalmából, a modern holland irodalom legdrágább antikvár könyve lett. Reve 1964-ben "nagy pénzért" (állítólag 400 guldenért, mai értéken számolva kb. 1000 euróért) adta el a könyvkiadó-bibliofil Johan Polaknak. 2006-ban egy névtelen vevő 25.000 eurót fizetett érte, a könyvet pedig a Gerard Reve Museum rendelkezésére bocsátotta.

### Botrányai
Reve személye és munkássága körül rendszeresen kisebb-nagyobb felzúdulás támadt.
1951-ben egy folyóiratban megjelent Melancholia című novellája miatt sokan a közrend és közerkölcs megsértésével vádolták az írót, ugyanis abban szó esett a maszturbálásról. Ez volt az egyik oka annak, hogy 1952-57-es angliai tartózkodása alatt elhatározta, kizárólag angolul fog írni. Elhatározása azonban rövid életű volt, szinte összes művét hollandul alkotta.
1966-ban (a római katolikus egyházba való belépése évében) istenkáromlás vádjával bíróság elé idézték Amszterdamban. A vád a Nader tot U (a.m. 'közelebb hozzád') című műve egyik részlete miatt érte, amelyben Reve leírja, hogyan közösül az egy szamár képében megjelent Istennel. 1968-ban végül felmentették az írót.
1969-ben azzal okozott újabb botrányt, hogy a neki ítélt P.C. Hooft-díj kiosztásakor megcsókolta a díjat átadó Marga Klompé miniszterasszonyt. Egy kormányzati személlyel ilyet tenni abban az időben teljesen szokatlannak számított.
1981-ben az keltett feltűnést, hogy a holland könyvhetet rendező CPNB (Alapítvány a Holland Könyv Közös Népszerűsítéséért) nem fogadta el a De vierde man című novellát könyvheti ajándékként. (A könyvheti ajándék egy olyan speciális, neves írók által külön erre az alkalomra írt mű, amelyet a könyvhéten meghatározott összeg felett vásárlók ajándékba kapnak.)
2001-ben újabb botrány következett, mivel II. Albert belga király nem volt hajlandó átadni a Revének ítélt Prijs der Nederlandse Letteren nevű, háromévente kiosztott díjat, a legrangosabb irodalmi kitüntetést, amelyet holland/flamand nyelven alkotó írók, költők kaphatnak. Az ok az volt, hogy az író élettársát, Joop Schafthuizent gyermekmolesztálással és gyermekekről készült pornográf felvételek birtoklásával vádolták. A díjat végül a kitüntetést odaítélő szervezet (Nederlandse Taalunie) egyik tisztviselője adta át.

### Múzeuma
2007 októberében Joop Schafthuizen, a költő élettársa nyitotta meg az Amszterdami Gerard Reve Múzeumot. Az ingyenesen megtekinthető intézmény a városi könyvtár (Openbare Bibliotheek) Oosterdokseilandon lévő központi épületében található. Próbanyomatok, fényképek, a szerző könyveit reklámozó egykori plakátok és egykori személyes tárgyai, például kedvenc töltőtolla és olvasószemüvege mellett olyan relikviák is megtalálhatók a gyűjteményben, mint egy hajtincs, valamint az író egyik bölcsességfoga.

## Művei magyarul
- A Boslowits család pusztulása (ford.: Török András) In: Félbemaradt mennydörgés : Tizenegy holland elbeszélő, Európa Kiadó, Budapest, 1976. 203-238. [novella]
- Ökörnyál (ford. : Bérczes Tibor) In: Limonádéérzés : Válogatás a mai holland irodalomból. = Nagyvilág, 47. 2002/9-10. 1013-1043. [novella]
- Az írói mesterség (ford. : Bérczes Tibor) – In: Limonádéérzés : Válogatás a mai holland irodalomból. = Nagyvilág, 47. 2002/9-10. 1086-1105. [esszé]
- Az esték. Téli elbeszélés; ford. Bérczes Tibor; Jelenkor, Pécs, 1999 [regény]

## Művei
- Terugkeer (1940) (versek)
- De Avonden (1947) (regény)
- Werther Nieland (1949) (novella)
- De ondergang van de familie Boslowits (1950) (novella)
- The Acrobat and Other Stories (1956) (elbeszélések)
- Moorlandshuis (1960) (színdarab, sosem publikálták vagy adták elő)
- Tien vrolijke verhalen (1961) (elbeszélések)
- Commissaris Fennedy (1962) (színdarab)
- Vier Wintervertellingen (1963) (elbeszélések)
- Op weg naar het einde (1963) (regény)
- Zes Gedichten (1965) (versek)
- Gezicht op Kerstmis en andere geestelijke liederen (1965) (versek)
- Nader tot U (1966) (regény)
- Veertien etsen van Frans Lodewijk Pannekoek voor arbeiders verklaard (1967)
- A Prison Song in Prose (1968)
- Uit de Kunst. Brieven aan Simon Carmiggelt. (1970) (levelek)
- Vier Pleidooien (1971) (beszédek)
- De Taal der Liefde (1972) (regény)
- Onze Vrienden (1972)
- Credo (1973)
- Lieve Jongens (1973) (regény)
- Lekker Kerstbrood (1973)
- Het Zingend Hart (1973)
- Het Lieve Leven (1974) (regény)
- Rietsuiker (1974)
- Een Circusjongen (1975) (regény)
- Ik had hem lief (1975) (levelek)
- Brieven aan kandidaat-katholiek A. (1976) (levelek)
- Drie toespraken (1976) (beszédek)
- Oud en Eenzaam (1978) (regény)
- Een eigen huis (1979) (elbeszélések, versek, beszédek)
- Scheppend Kunstenaar (1979)
- Moeder en Zoon (1980) (regény)
- Brieven aan Wimie (1980) (levelek)
- De Vierde Man (1981) (regény)
- Drie woorden (1981)
- Brieven aan Josine M., 1959-1975 (1981) (levelek)
- Brieven aan Bernard S. (1981) (levelek)
- Brieven aan Simon C. (1982) (levelek)
- Zeergeleerde Vrouwe (1982) (levelek)
- Album Gerard Reve (1983) (életrajz, fényképekkel)
- Wolf (1983) (regény)
- Brieven aan Wim B. (1983) (levelek)
- Brieven aan Frans P. (1984) (levelek)
- De stille vriend (1984) (novella)
- Schoon schip, 1945-1984 (1984) (novellák, versek, cikkek)
- Brieven aan geschoolde arbeiders (1985) (levelek)
- Roomse heisa (1985) (esszék)
- Brieven aan Ludo P., 1962-1980 (1986) (levelek)
- Klein gebrek geen bezwaar. Een keuze uit zijn brieven. (1986) (levelek)
- Verzamelde Gedichten (1987) (versek)
- Het geheim van Louis Couperus (1987) (beszédek)
- Zelf schrijver worden (1987) (beszédek)
- Bezorgde Ouders (1988) (regény)
- Brieven aan mijn lijfarts (1991) (levelek)
- Ik had hem lief (1992) (regény)
- Brieven van een aardappeleter (1993) (levelek)
- Op zoek (1995) (novella)
- Zondagmorgen zonder Zorgen (1995) (rövidebb művek en levelek)
- Het boek van violet en dood (1996) (regény)
- Ik bak ze bruiner (1996) (Theo van den Boogaard rajzaival illusztrált mesék)
- Brieven aan Matroos Vosch, 1975–1992 (1997) (levelek)
- Thom Hoffman: 23 Brieven aan Frits van Egters over het maken van De avonden. & Gerard Reve: 7 Brieven aan Thom Hoffman (1997) (levelek)
- Met niks begonnen. Correspondentie met Willem Nijholt (1997) (levelek)
- Het hijgend hert (1998) (regény)
- Gezicht op Kerstmis en andere geestelijke liederen (1998)
- Zalig Pasen (2001)
- Brieven aan Bram P. (2003) (levelek)
- Gerard Reve – Geert van Oorschot. Briefwisseling 1951–1987 (2005) (levelek)
- Moedig Voorwaarts – Brieven aan Bert en Netty de Groot 1974–1997 (2007) (levelek)
- Verscheur deze brief. Ik vertel veel te veel- Correspondentie met Willem Frederik Hermans 1948–1987 (2007) (levelek)

## Fordítás
- Ez a szócikk részben vagy egészben a Gerard Reve című holland Wikipédia-szócikk ezen változatának fordításán alapul.  Az eredeti cikk szerkesztőit annak laptörténete sorolja fel. Ez a jelzés csupán a megfogalmazás eredetét és a szerzői jogokat jelzi, nem szolgál a cikkben szereplő információk forrásmegjelöléseként.

## Külső hivatkozások
- Gerard Reve-linkgyűjtemény
- Gerard Reve Museum
- A holland Királyi Könyvtár (Koninklijke Bibliotheek) Gerard Revéről szóló anyagai
- Fényképek Gerard Revéről Klaas Koppe fotóművész honlapján